# New York Crystal Palace
New York Crystal Palace — выставочное здание (Нью-Йоркский Хрустальный дворец), построенное для Выставки промышленности всех наций в Нью-Йорке в 1853 году под председательством мэра Джейкоба Вестервельта.

## История
Выставка промышленности всех наций была проведена на участке возле водохранилища Croton Distributing Reservoir, где в настоящее время находится манхэттенский Брайант-парк. Хрустальный дворец был спроектирован датским архитектором Георгом Карстенсеном и немецким архитектором Карлом Гильдемайстером и был непосредственно вдохновлен Хрустальным дворцом, построенным в лондонском Гайд-парке для Всемирной выставки 1851 года.
Нью-йоркский Хрустальный дворец имел форму греческого креста и венчался куполом диаметром 100 футов. Как и Хрустальный дворец в Лондоне, он был построен из стекла и железа. Строительством здания занимался инженер Кристиан Детмолд. Консультантами при возведении дворца были: Горацио Аллен и Эдмунд Харри (Edmund Hurry). На церемонии открытия дворца 14 июля 1853 года выступил Президент США Франклин Пирс.
New York Crystal Palace был уничтожен пожаром 5 октября 1858 года во время проводившейся здесь ярмарки Американского института. Пожар начался в кладовой, через пятнадцать минут обвалился купол, а через двадцать пять минут вся конструкция сгорела дотла. Никто не погиб, но материальный ущерб составил более 350 000 долларов — в эту сумму входила стоимость самого дворца, оцененное в 125 000 долларов, а также экспонаты и ценные скульптуры, оставшиеся от Всемирной выставки.